# Pereskia horrida
Pereskia horrida es una especie de cactus que nativo de Perú donde se encuentra en Amazonas, Cajamarca y La Libertad.

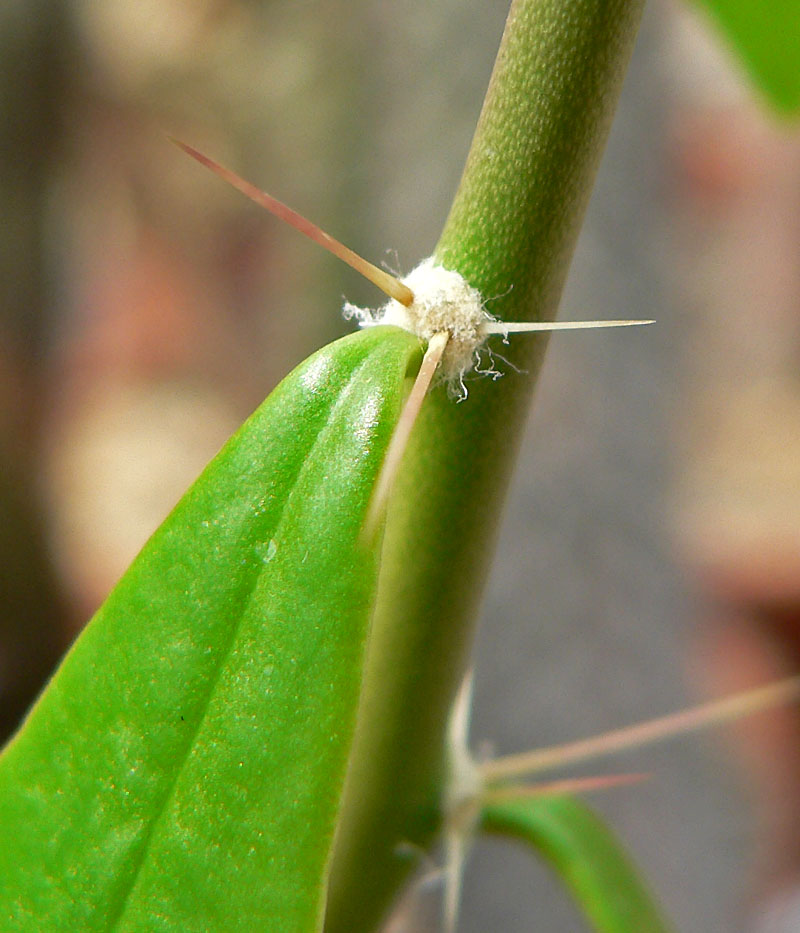
Detalle de areola con espinas

## Descripción
Pereskia horrida es un arbusto o pequeño árbol que alcanza un tamaño de 2 a 6 metros de altura. Las raíces son en forma de huso, o casi esféricas. Las hojas son carnosas, elípticas a obovadas de 1,5 a 4 cm de largo y 1 a 2,5 cm de ancho. Las venas de la lámina de la hoja tiene un máximo de dos nervios laterales. La nervadura central sobresale en la parte inferior. En las areolas se originan un largo y blanco cabello.  En las ramas están presentes de uno a cuatro espinas rectas por areola. 
Las flores aparecen aisladas y terminales o laterales formando inflorescencias de dos a seis flores. Estas son de color rojo oscuro, rojo-naranja, naranja, marrón o  blancas que puede alcanzar un diámetro de 5 a 15 milímetros. Las frutas son inicialmente verdes y  en la madurez negras, tienen un diámetro de 5 a 6 milímetros.

## Taxonomía
Pereskia horrida fue descrita por  Augustin Pyrame de Candolle y publicado en Prodromus Systematis Naturalis Regni Vegetabilis 3: 475. 1828.
Etimología
Pereskia: nombre genérico llamado así en honor a Nicolas-Claude Fabri de Peiresc, botánico francés del siglo XVI, por quien también se nombró a la subfamilia Pereskioideae.
horrida: epíteto latíno que significa "áspero, peludo, hirsuto espinoso".
Sinonimia
- Cactus horridus Kunth
- Pereskia humboldtii Britton & Rose
- Pereskia humboldtii var. rauhii (Backeb.) Leuenb.
- Pereskia vargasii H. Johnson
- Pereskia vargasii var. longispina Rauh & Backeb.
- Pereskia vargasii var. rauhii Backeb.
- Rhodocactus horridus (Kunth) F.M. Knuth[3]

## Más información
- Morfología de los cactus
- Terminología descriptiva de las plantas